# Raisio Oakmen
I Raisio Oakmen sono stati una squadra di football americano di Raisio, in Finlandia; fondati nel 1998 a Piikkiö, nel 2003 si trasferirono a Lieto per stabilirsi a Raisio dal 2012.
La formazione femminile - col nickname Oakladies - ha partecipato all'edizione 2014 della Naisten Vaahteraliiga.
Hanno chiuso nel 2016 per problemi economici.

## Dettaglio stagioni

### Tornei nazionali

#### Campionato

##### Naisten Vaahteraliiga
| Stagione | regular season | regular season | regular season | regular season | regular season | regular season | playoff | playoff | playoff | playoff | playoff | playoff   | playoff    |
|          | Vin            | Par            | Per            | Tot            | PF             | PS             | Vin     | Per     | Tot     | PF      | PS      | risultato | avversaria |
| -------- | -------------- | -------------- | -------------- | -------------- | -------------- | -------------- | ------- | ------- | ------- | ------- | ------- | --------- | ---------- |
| 2014     | 0              | 0              | 6              | 6              | 0              | 447            | -       | -       | -       | -       | -       | -         | -          |
| Totale   | 0              | 0              | 6              | 6              | 0              | 447            | -       | -       | -       | -       | -       |           |            |

Fonti: Enciclopedia del Football - A cura di Massimo Mezzetti

##### I-divisioona
| Stagione | regular season | regular season | regular season | regular season | regular season | regular season | playoff | playoff | playoff | playoff | playoff | playoff   | playoff    |
|          | Vin            | Par            | Per            | Tot            | PF             | PS             | Vin     | Per     | Tot     | PF      | PS      | risultato | avversaria |
| -------- | -------------- | -------------- | -------------- | -------------- | -------------- | -------------- | ------- | ------- | ------- | ------- | ------- | --------- | ---------- |
| 2003     | 1              | 0              | 8              | 9              | 68             | 308            | -       | -       | -       | -       | -       | -         | -          |
| Totale   | 1              | 0              | 8              | 9              | 68             | 308            | -       | -       | -       | -       | -       |           |            |

Fonti: Enciclopedia del Football - A cura di Massimo Mezzetti

##### Naisten I-divisioona
| Stagione | regular season | regular season | regular season | regular season | regular season | regular season | playoff | playoff | playoff | playoff | playoff | playoff   | playoff    |
|          | Vin            | Par            | Per            | Tot            | PF             | PS             | Vin     | Per     | Tot     | PF      | PS      | risultato | avversaria |
| -------- | -------------- | -------------- | -------------- | -------------- | -------------- | -------------- | ------- | ------- | ------- | ------- | ------- | --------- | ---------- |
| 2013     | 2              | 0              | 6              | 8              | 104            | 218            | -       | -       | -       | -       | -       | -         | -          |
| 2015     | 0              | 0              | 8              | 8              | 22             | 376            | -       | -       | -       | -       | -       | -         | -          |
| Totale   | 2              | 0              | 14             | 16             | 126            | 494            | -       | -       | -       | -       | -       |           |            |

Fonti: Enciclopedia del Football - A cura di Massimo Mezzetti

##### II-divisioona
| Stagione | regular season | regular season | regular season | regular season | regular season | regular season | playoff | playoff | playoff | playoff | playoff | playoff    | playoff         |
|          | Vin            | Par            | Per            | Tot            | PF             | PS             | Vin     | Per     | Tot     | PF      | PS      | risultato  | avversaria      |
| -------- | -------------- | -------------- | -------------- | -------------- | -------------- | -------------- | ------- | ------- | ------- | ------- | ------- | ---------- | --------------- |
| 2007     | 2              | 0              | 6              | 8              | 51             | 245            | -       | -       | -       | -       | -       | -          | -               |
| 2008     | 1              | 0              | 7              | 8              | 48             | 281            | -       | -       | -       | -       | -       | -          | -               |
| 2009     | 4              | 0              | 4              | 8              | 162            | 162            | 0       | 1       | 1       | 18      | 54      | Wild Card  | Sipoo Bulldogs  |
| 2010     | 5              | 0              | 1              | 6              | 105            | 54             | 1       | 1       | 2       | 59      | 39      | Semifinale | Kuopio Steelers |
| 2011     | 1              | 0              | 5              | 6              | 33             | 195            | -       | -       | -       | -       | -       | -          | -               |
| 2012     | 2              | 0              | 6              | 8              | 66             | 155            | -       | -       | -       | -       | -       | -          | -               |
| 2013     | 2              | 0              | 4              | 6              | 45             | 166            | -       | -       | -       | -       | -       | -          | -               |
| 2015     | 0              | 0              | 8              | 8              | 74             | 282            | -       | -       | -       | -       | -       | -          | -               |
| Totale   | 17             | 0              | 41             | 58             | 584            | 1540           | 1       | 2       | 3       | 77      | 93      |            |                 |

Fonti: Enciclopedia del Football - A cura di Massimo Mezzetti

##### III-divisioona
| Stagione | regular season | regular season | regular season | regular season | regular season | regular season | playoff | playoff | playoff | playoff | playoff | playoff    | playoff          |
|          | Vin            | Par            | Per            | Tot            | PF             | PS             | Vin     | Per     | Tot     | PF      | PS      | risultato  | avversaria       |
| -------- | -------------- | -------------- | -------------- | -------------- | -------------- | -------------- | ------- | ------- | ------- | ------- | ------- | ---------- | ---------------- |
| 2014     | 5              | 0              | 3              | 8              | 147            | 98             | 0       | 1       | 1       | 6       | 25      | Semifinale | Mikkeli Bouncers |
| Totale   | 5              | 0              | 3              | 8              | 147            | 98             | 0       | 1       | 1       | 6       | 25      |            |                  |

Fonti: Enciclopedia del Football - A cura di Massimo Mezzetti

### Riepilogo fasi finali disputate
| Anno           | Luogo   | Evento         | Fase del torneo | Incontro                         | Risultato |
| 22 agosto 2009 | Sipoo   | II-divisioona  | Wild Card       | Sipoo Bulldogs - Lieto Oakmen    | 54 - 18   |
| 22 agosto 2010 | Kuopio  | II-divisioona  | Semifinale      | Kuopio Steelers - Lieto Oakmen   | 33 - 7    |
| 28 agosto 2014 | Mikkeli | III-divisioona | Semifinale      | Mikkeli Bouncers - Raisio Oakmen | 25 - 6    |